# Мельник Віктор Володимирович
Ві́ктор Володи́мирович Ме́льник (* 11 серпня 1980, Київ) — український футболіст, півзахисник.

## Біографія
Народився 11 серпня 1980 року в Києві, УРСР.
Вихованець ДЮСШ «Локомотив» (Київ). Професійну кар'єру розпочав 1998 року у запорізькому «Металурзі», проте перші три сезони виступав виключно за другу команду, що грала в Другій лізі.
У Вищій лізі дебютував 20 травня 2001 року в виїзному матчі проти сімферопольської «Таврії», вийшовши на останніх хвилинах матчу. З сезону 2001/02 став основним півзахисником «металургів», за яких провів наступні два сезони.
2004 року недовго виступав за першоліговий івано-франківський «Спартак», після чого влітку перейшов до вищолігової «Оболоні». В першому ж сезоні «пивовари» вилетіли з Вищої ліги, але Мельник залишився в еліті, перейшовши на правах оренди в «Металіст», проте заграти там не зміг і повернувся до Києва.
Протягом першої половини сезону 2006/07 виступав за першолігову «Волинь», після чого перейшов у вищоліговий «Кривбас», де провів наступні півтора сезону.
У липні 2008 року перейшов до «Чорноморця», у складі якого відіграв наступні два сезони. 
16 липня 2010 року підписав контракт з прем'єрліговою «Волинню», проте заграти в складі лучан не зумів, провівши за пів року лише одну гру в чемпіонаті.
На початку 2011 року перейшов до білоруської «Білшини», за яку виступав до літа 2013 року, після чого повернувся на батьківщину, підписавши контракт з першоліговим «Геліосом»